# Serhij Karpenko
Serhij Wasylowycz Karpenko (ukr. Сергій Васильович Карпенко; ur. 19 maja 1981 w Boryspolu, w obwodzie kijowskim) – ukraiński piłkarz, grający na pozycji obrońcy.

## Kariera piłkarska

### Kariera klubowa
W 1998 rozpoczął karierę piłkarską w FK Boryspol, ale dopiero od 2001 przez 3 sezony stałe występował w Arsenału Charków. Następnie bronił barw klubów Nywa Winnica i Helios Charków. Latem 2007 został piłkarzem beniaminka Wyższej Lihi zespołu Naftowyk-Ukrnafta Ochtyrka. W lutym 2009 przeniósł się do Krywbasa Krzywy Róg. Rok później został wypożyczony do swego poprzedniego klubu z Ochtyrki.